# Aleksandr Šochin
Aleksandr Nikolaevič Šochin (in russo Алекса́ндр Никола́евич Шо́хин?; Savinskij, 25 dicembre 1951) è un economista e politico russo, ex ministro del Lavoro della RSFSR e ministro dell'Economia della Federazione Russa negli anni '90, attuale presidente della Scuola superiore di economia.
Nel settembre 1998 è stato inoltre nominato vice premier del Governo russo guidato da Evgenij Primakov, dimettendosi un mese dopo.

## Biografia
Aleksandr Shokhin è nato nel dicembre 1951 nella regione di Arkhangelsk. Si è laureato presso la Facoltà di Economia dell'Università Statale di Mosca nel 1974 e ha conseguito un dottorato in economia. Dal 1974 al 1987 ha lavorato in diversi istituti di ricerca legati all'Accademia delle Scienze dell'URSS, al Comitato di Pianificazione dello Stato dell'URSS e al Comitato di Lavoro di Stato dell'URSS.
Dal 1987 al 1991 è stato consigliere finanziario del Ministro degli Affari Esteri e capo del Dipartimento delle Relazioni Economiche Internazionali presso il Ministero degli Affari Esteri dell'URSS2.
Tra il 1991 e il 1994, dopo il crollo dell'URSS e l'elezione di Boris Eltsin a Presidente della Federazione Russa, e al momento della transizione verso un'economia di mercato e la "terapia d'urto", ha ricoperto vari incarichi presso il Presidente e nel governo: Primo Vice Primo Ministro, Ministro del Lavoro, Ministro delle Scienze Economiche, Presidente dell'Agenzia russa per la cooperazione internazionale e lo sviluppo e governatore russo presso il FMI e la Banca mondiale. Rappresenta la Russia nella rinegoziazione del debito sovietico e nelle relazioni con i paesi del G7.
Dal 1994 al 2002 è stato deputato alla Duma di Stato, dove è stato primo vicepresidente, capo del gruppo del partito "La nostra casa Russia" e presidente della commissione della Duma per gli istituti di credito e i mercati finanziari.
Nel 2005, Aleksandr Shokhin è stato eletto presidente dell'Unione russa degli industriali e degli imprenditori. È stato inoltre nominato membro della Camera sociale, dove ha presieduto la commissione per la competitività, lo sviluppo economico e l'imprenditorialità. In qualità di Presidente del Consiglio di Coordinamento dei Sindacati dei Datori di Lavoro della Russia, coordina le posizioni assunte da queste organizzazioni all'interno della Commissione Tripartita Russa per la Regolamentazione delle Relazioni Industriali e Industriali.
Aleksandr Shokhin è anche membro di diversi consigli e commissioni del Presidente della Federazione Russa e del Governo russo, tra cui il Consiglio Nazionale per le Qualifiche Professionali, che presiede. È anche membro della Camera di Commercio e dell'Industria Francia-Russia e membro permanente della delegazione russa presso il Consiglio Economico, Finanziario, Industriale e Commerciale Franco-Russo (CEFIC).
Membro di Russia Unita, partecipa alle commissioni per l'industria e l'imprenditoria del Consiglio Supremo.
Nel 2021 ha suggerito l'uso delle criptovalute per aggirare le sanzioni economiche occidentali. Il 24 febbraio 2022, quando gli oligarchi sono stati convocati da Putin, ha parlato in qualità di presidente dell'Unione russa degli industriali e degli imprenditori.
Nel 2023 è entrato a far parte del gruppo di iniziativa per nominare Vladimir Putin come candidato alle elezioni presidenziali russe del 2024.
Nel 2024 è diventato confidente del candidato presidenziale russo Vladimir Putin.

## Vita privata
È sposato con Tatiana, ha due figli (Dmitry Shokhin, Evgenia Shokhina), cinque nipoti. Il figlio Dmitry è sposato con l'attrice Alice Khazanova, figlia dell'artista russo Gennady Khazanov.